# Lymneops laticeps
Lymneops laticeps är en skalbaggsart som beskrevs av Leconte 1858. Lymneops laticeps ingår i släktet Lymneops och familjen jordlöpare. Inga underarter finns listade i Catalogue of Life.